# Población de Arroyo
Población de Arroyo es municipio y localidad española de la provincia de Palencia, en la comunidad autónoma de Castilla y León. Tiene un área de 22,72 km².

## Geografía
El municipio comprende las localidades de Población de Arroyo y Arroyo.

## Historia

### Siglo XIX

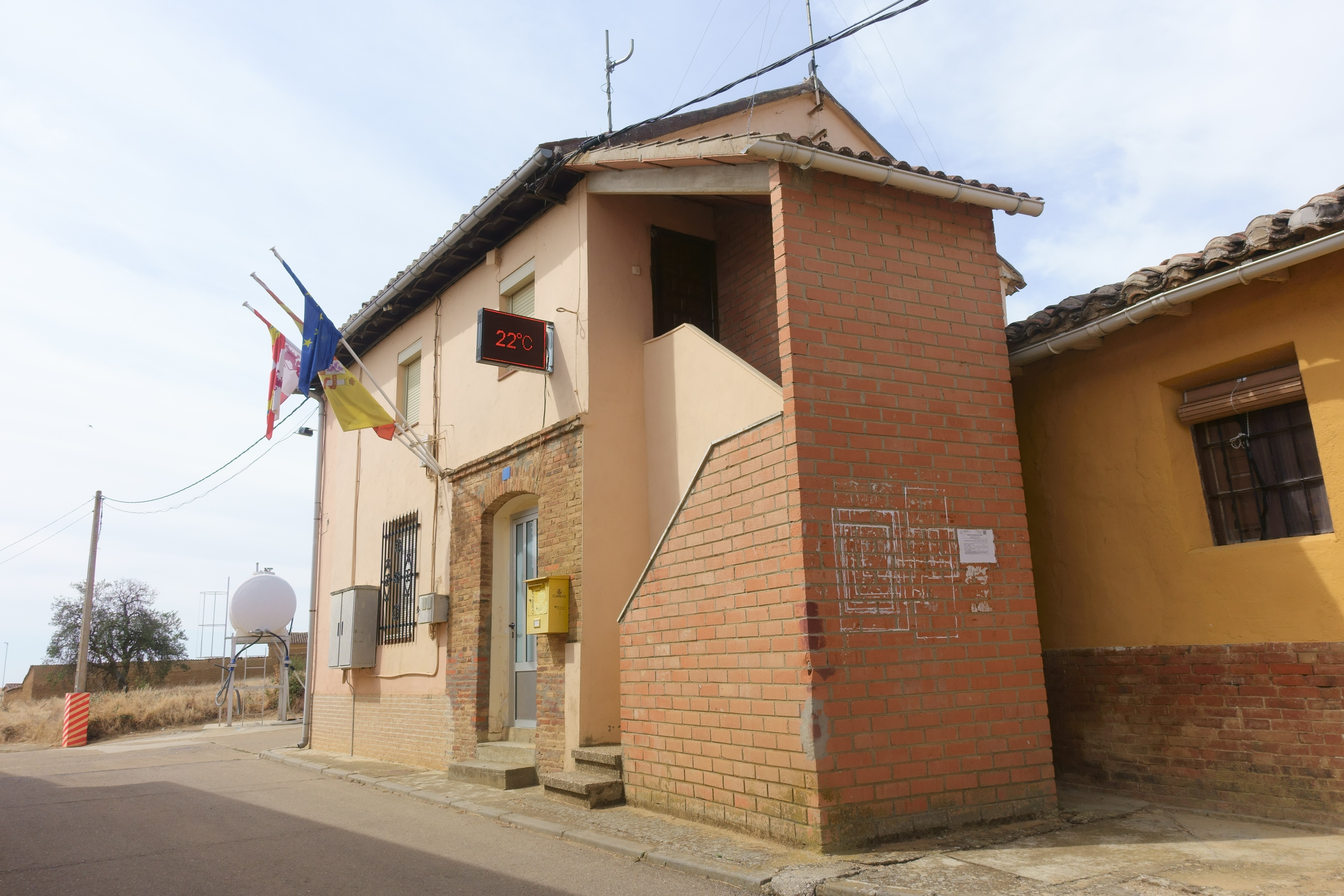
Casa consistorial

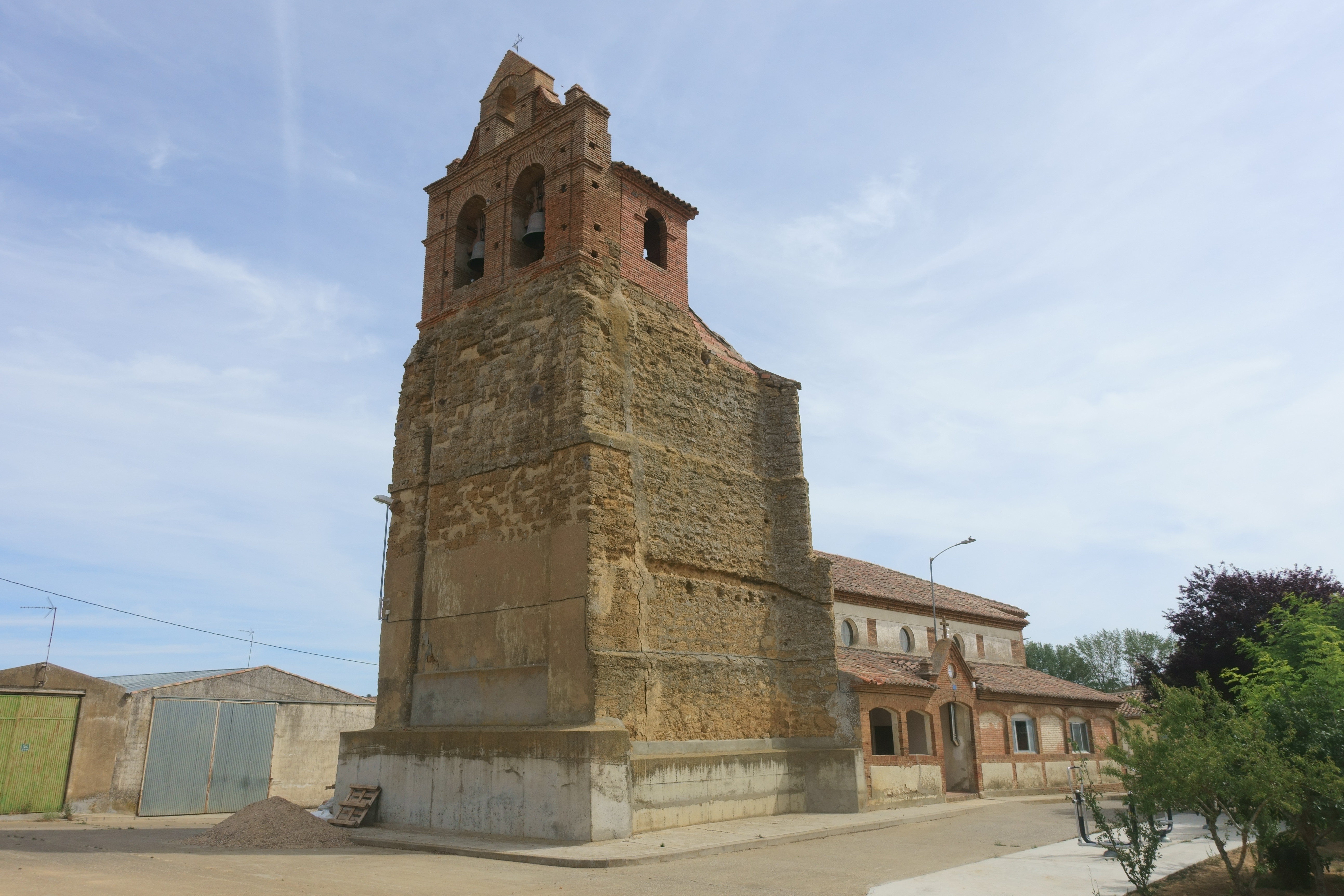
Iglesia de San Pelayo

Así se describe Población de Arroyo en la página 91 del tomo XIII del Diccionario geográfico-estadístico-histórico de España y sus posesiones de Ultramar, obra impulsada por Pascual Madoz a mediados del siglo XIX:

POBLACION DE ARROYO

Villa con ayuntamiento en la provincia de Palencia (8 leguas), partido judicial de Carrión de los Condes (4), audiencia territorial y capitanía general de Valladolid (16), diócesis de León (11), y arciprestazgo de Cisneros.
Situada en la margen del río Ucieza en un valle y dominado de una cuesta por su parte O. El clima es algo frío, bien ventilado y propenso a fiebres catarrales y afecciones de pecho.
Tiene 40 casas construidas de tierra; escuela de primeras letras concurrida por 14 niños y 5 niñas, dotada con 16 fanegas de trigo repartidas entre los padres de los alumnos; 2 pósitos, el uno con el fondo de 10 fanegas de trigo, y el otro con 56; 2 fuentes de buenas aguas en el término tituladas la Artesuela y el Tejar; iglesia parroquial (San Pelayo) servida por un cura de entrada de presentación patrimonial y un beneficiado; y al S de la villa a 160 varas de distancia la ermita denominada del Bendito Cristo del Humilladero.
El término confina por N con el de Ledijos; E Coto de Santa María de las Tiendas; S Arroyo, y O Escobar. En su jurisdicción se halla el despoblado de Valenceja.
El terreno en general es llano a excepción de una pequeña cuesta de que ya hemos hecho mención. Se hallan reducidas a cultivo 1.000 obradas, de las cuales solo se siembran la mitad cada año. La parte próxima al arroyo y río denominado de los Templarios, que corren por su término es fuerte y bastante productiva.
Los caminos son locales e intransitables. La correspondencia se recibe de la cabeza del partido.
Producciones: trigo, cebada, centeno, avena, legumbres y algún vino, no con relación al mucho viñedo que hay y al esmerado cultivo que se le da, a causa de ser muy viejo; se cría algún ganado lanar, vacuno y mular, y caza de liebres y perdices.
Industria: la agrícola y oficios indispensables a esta.
Población: 32 vecinos, 166 almas.

Capital productivo: 123.436 reales. Imponible: 4.542.

## Demografía
Cuenta con una población de 42 habitantes (INE 2024).
| Gráfica de evolución demográfica de Población de Arroyo entre 1842 y 2021 |
| |
| Población de derecho según los censos de población del INE Población de hecho según los censos de población del INEEntre el censo de 1857 y el anterior, crece el término del municipio porque incorpora a 345005 (Arroyo) |

## Fiestas
- 26 de junio: San Pelayo (mártir).
- 5 de febrero: Santa Águeda (patrona).